# Bolívar Urrutia
Bolívar Urrutia Parrilla (La Palma, Los Santos; 1 de diciembre de 1918 - Ciudad de Panamá; 2 de junio de 2005) fue un militar panameño.

## Biografía
Comandó junto con José María Pinilla la junta militar que derrocó al presidente elegido Arnulfo Arias Madrid el 11 de octubre de 1968. Después del golpe de Estado, Urrutia y Pinilla asumieron juntos el cargo de presidente de Panamá. Gobernaron hasta que la junta militar fue reemplazada por una junta civil el 16 de diciembre de 1969 con el presidente Demetrio Basilio Lakas.